# Aptenocanthon hopsoni
Aptenocanthon hopsoni е вид насекомо от семейство Листороги бръмбари (Scarabaeidae). Видът е незастрашен от изчезване.

## Разпространение
Разпространен е в Австралия (Нов Южен Уелс).